# Tervel da Bulgária

Império Búlgaro sob Asparuque e Tervel

Tervel da Bulgária (em búlgaro:  Княз Тервел), também chamado de Tarvel, Terval ou Terbelis em algumas fontes bizantinas, foi um cã búlgaro no início do século VIII. em 705, ele recebeu o título de césar, algo sem precedentes na história do Império Romano. Ele provavelmente era cristão como seu avô, o cã da Grande Bulgária Cubrato. Depois que o exército búlgaro destruiu as forças árabes durante o cerco de Constantinopla, Tervel foi chamado pelos seus contemporâneos de "Salvador da Europa".
A Nominália dos Cãs Búlgaros afirma que Tervel pertencia ao clã Dulo e reinou por 21 anos. Segundo uma cronologia criada por Moskov, Tervel teria reinado entre 695 e 715. Outras cronologias, porém, marcam seu reinado como tendo ocorrido entre 701 e 718 ou entre 700 e 721, mas nenhuma delas pode ser conciliada com a Nominália. O relato ali e algumas tradições posteriores permitem-nos identificar Tervel como sendo o filho e herdeiro de seu predecessor, Asparuque, que, provavelmente, morreu numa batalha contra os cazares.

## Aliança com Justiniano II
Tervel foi mencionado pela primeira vez nas fontes bizantinas em 704 depois de ter sido procurado pelo imperador bizantino deposto e exilado Justiniano II (r. 685–695). Ele conseguiu o apoio de Tervel para uma tentativa de retomada do trono em troca de amizade, presentes e da mão de sua filha em casamento. No ano seguinte, com um exército de 15 000 cavaleiros providenciados por Tervel, Justiniano apareceu repentinamente em Constantinopla e conseguiu entrar na cidade. Restaurado no trono, o imperador mandou executar os que haviam lhe tomado o trono, os imperadores Leôncio (r. 695–698) e Tibério III (r. 698–705), juntamente com seus aliados. O imperador também premiou Tervel com muitos presentes, o título de césar - o que fez do cã búlgaro o segundo na hierarquia bizantina e o primeiro estrangeiro a receber a honraria - e concessões territoriais no noroeste da Trácia bizantina, uma região chamada de Zagora. Se a filha de Justiniano, Anastácia, se casou com Tervel como combinado, não se sabe.
Apenas três anos depois, porém, quando Justiniano II se consolidou no governo, ele mesmo violou o acordo e iniciou operações militares para recuperar a área cedida, mas o cã Tervel aniquilou os bizantinos na Batalha de Anquíalo (perto da moderna de Pomorie) em 708. Três anos depois, quando teve que enfrentar uma séria revolta na Ásia Menor, Justiniano novamente buscou a ajuda de Tervel, mas recebeu apenas um apoio morno na forma de um modesto exército de 3 000 soldados. Enganado pelo imperador rebelde Filípico (r. 711–713), Justiniano foi capturado e executado. Os búlgaros receberam permissão para voltar para casa ilesos. Tervel aproveitou-se da confusão no Império Bizantino e atacou a Trácia em 712, saqueando toda a região e chegando próximo da capital imperial.
Segundo a informação da Nominália, Tervel teria morrido em 715. Porém, o cronista bizantino Teófanes, o Confessor, atribui a Tervel um papel fundamental na tentativa de restauração do imperador deposto Anastácio II em 718 ou 719. Se realmente Tervel ainda estava vivo, ele foi o cã búlgaro que firmou o novo tratado (que confirmava o tributo anual pago pelos bizantinos à Bulgária, as concessões territoriais na Trácia, regulava as relações comerciais entre os dois países e tratava da questão dos refugiados políticos) com o imperador Teodósio III em 716. Porém, em outro ponto da narrativa, Teófanes relata que o nome do governante búlgaro que negociou este tratado era Cormésio, ou seja, o sucessor de Tervel. É provável que o cronista tenha atribuído os eventos de 718-719 a Tervel simplesmente por que ele era o nome do governante búlgaro mais recente que lhe era familiar e por que suas fontes não lhe citavam o nome, como é o caso de suas fontes sobre o cerco de Constantinopla. De acordo com outra teoria, Cormésio seria um enviado de Tervel.
A maioria dos pesquisadores concorda que foi na época de Tervel que a famosa escultura do "Cavaleiro de Madara", um patrimônio mundial da humanidade, foi criada como uma homenagem às vitórias sobre os bizantinos, honrando seu pai, Asparuque, e como uma expressão da glória do estado búlgaro recém-criado.

## A guerra contra os árabes em 717-718 e anos finais

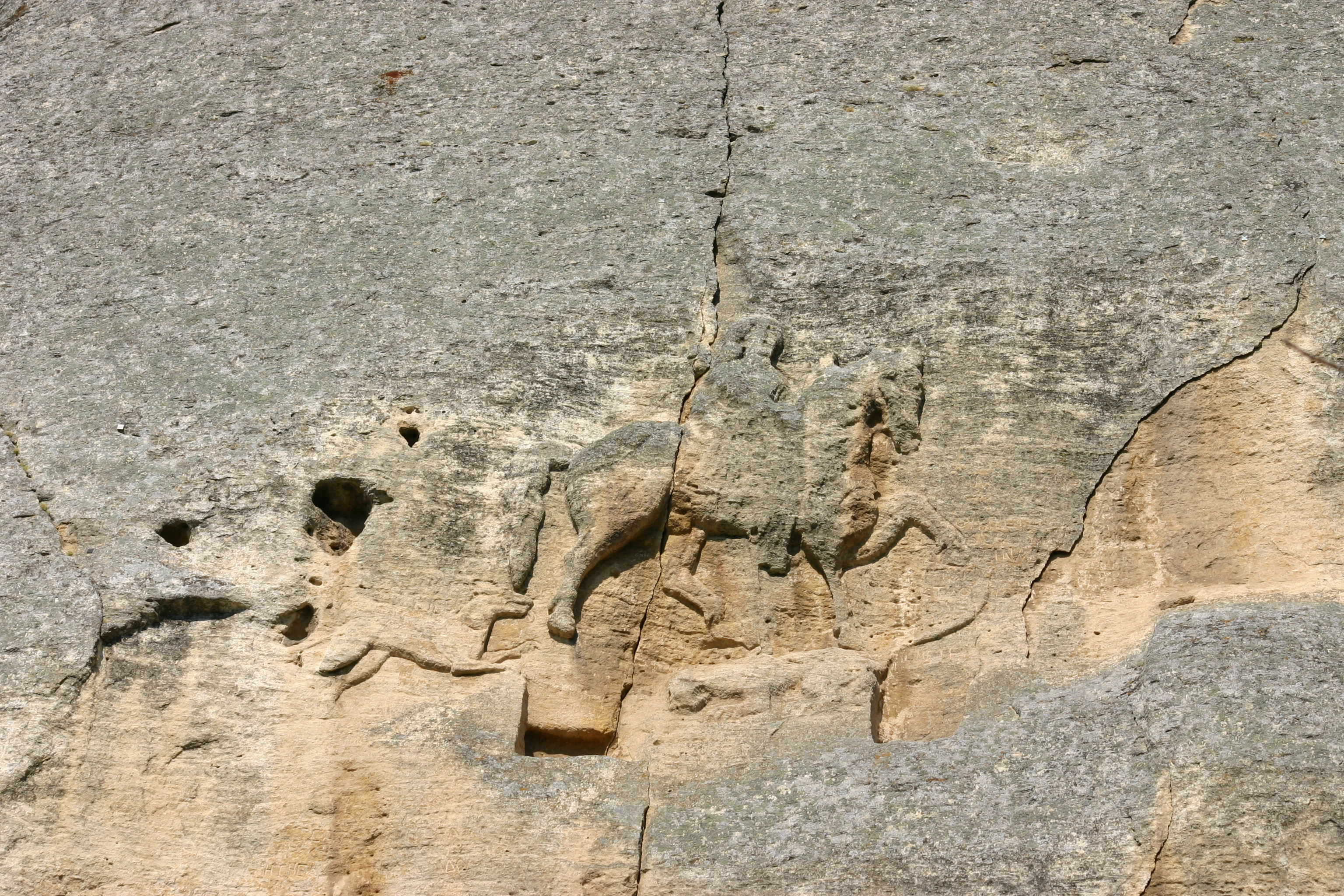
Cavaleiro de Madara, uma escultura criada na época de Tervel para homenagear as vitórias sobre os bizantinos de Asparuque, pai dele

Em 25 de maio de 717, Leão III, o Isauro, foi coroado imperador bizantino. No verão do mesmo ano, os árabes, liderados por Masalmas, cruzaram o Dardanelos e cercaram Constantinopla com 200 000 homens. De acordo com as fontes árabes, a frota do general tinha 2 500 navios.
Leão III implorou a Tervel por ajuda invocando o tratado de 716 e o cã búlgaro concordou. O primeiro confronto entre búlgaros e árabes terminou numa vitória búlgara. Durante os primeiríssimos estágios do cerco, os búlgaros aparecem na retaguarda muçulmana e uma grande parte do exército árabe foi destruída. O resto estava agora prensado entre Constantinopla e os búlgaros. Os árabes construíram duas linhas de trincheiras à volta de seu acampamento, uma na direção dos búlgaros e outra, de frente para as poderosas muralhas de Constantinopla. Eles continuaram o cerco apesar do severo inverno, que teve mais de 100 dias de neve. Na primavera, a marinha bizantina destruiu a frota árabe que havia chegado com provisões e equipamentos, e o exército bizantino derrotou os reforços árabes na Bitínia. Finalmente, no início do verão, os árabes travaram combate com os búlgaros, mas sofreram uma pesada derrota. De acordo com Teófanes, o Confessor, os búlgaros teriam massacrado 22 000 árabes nesta batalha. Logo depois, os árabes levantaram o cerco e recuaram. A vitória búlgaro-bizantina de 718 e a vitória do rei franco Carlos Martel na Batalha de Tours (732) frearam decisivamente a invasão muçulmana da Europa.
Em 719, Tervel novamente interferiu em assuntos internos do Império Bizantino quando o imperador deposto Anastácio II pediu sua ajuda para reconquistar o trono. Tervel deu-lhe 360 000 moedas de ouro e tropas. Anastácio marchou para a capital, mas a população se recusou a cooperar. Neste ínterim, Leão III enviou uma carta a Tervel na qual ele admoestava-o a respeitar o tratado e a preferir a paz à guerra. Como Anastácio já havia sido abandonado por seus aliados, o cã búlgaro concordou com o pedido de Leão e rompeu relações com o usurpador. Ele também prendeu e enviou a Leão III muitos dos conspiradores que haviam se refugiado em Pliska, sua capital.